# Доннер (лунный кратер)
Кратер Доннер (лат. Donner) — крупный древний ударный кратер в южном полушарии обратной стороны Луны. Название присвоено в честь российско-финского астронома Андерса Северина Доннера (1854—1938)  и утверждено Международным астрономическим союзом в 1970 г. Образование кратера относится к нектарскому периоду.

## Описание кратера

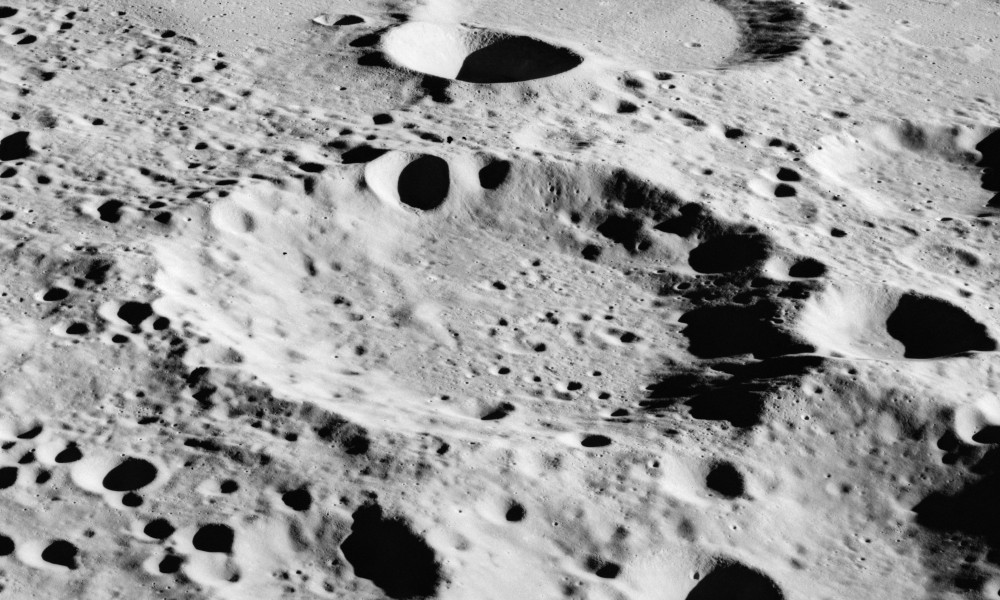
Снимок кратера с борта Аполлона-15 (север внизу).

Ближайшими соседями кратера являются кратер Лауритсен на севере-северо-западе; кратер Тициус на севере-северо-востоке; кратер Паркхерст на востоке-юго-востоке и кратер Гернсбек на юге-юго-востоке. На востоке-северо-востоке от кратера находится Озеро Одиночества, на юге Море Южное. Селенографические координаты центра кратера 31°21′ ю. ш. 97°59′ в. д. / 31,35° ю. ш. 97,99° в. д., диаметр 55,1 км, глубина 2,5 км.
Кратер имеет полигональную форму и значительно разрушен за длительное время своего существования . Вал сглажен и перекрыт множеством кратеров различного размера, особенно заметны небольшой кратер в северо-западной части и пара маленьких кратеров в южной части. К северной части вала примыкает безымянный кратер такого же как и кратер Доннер размера. Высота вала над окружающей местностью достигает 1190 м , объем кратера составляет приблизительно 2800 км³. Дно чаши сравнительно ровное, отмечено множеством мелких кратеров, в южной части чаши имеется хребет, который возможно представляет собой остаток разрушенного кратера.

## Сателлитные кратеры

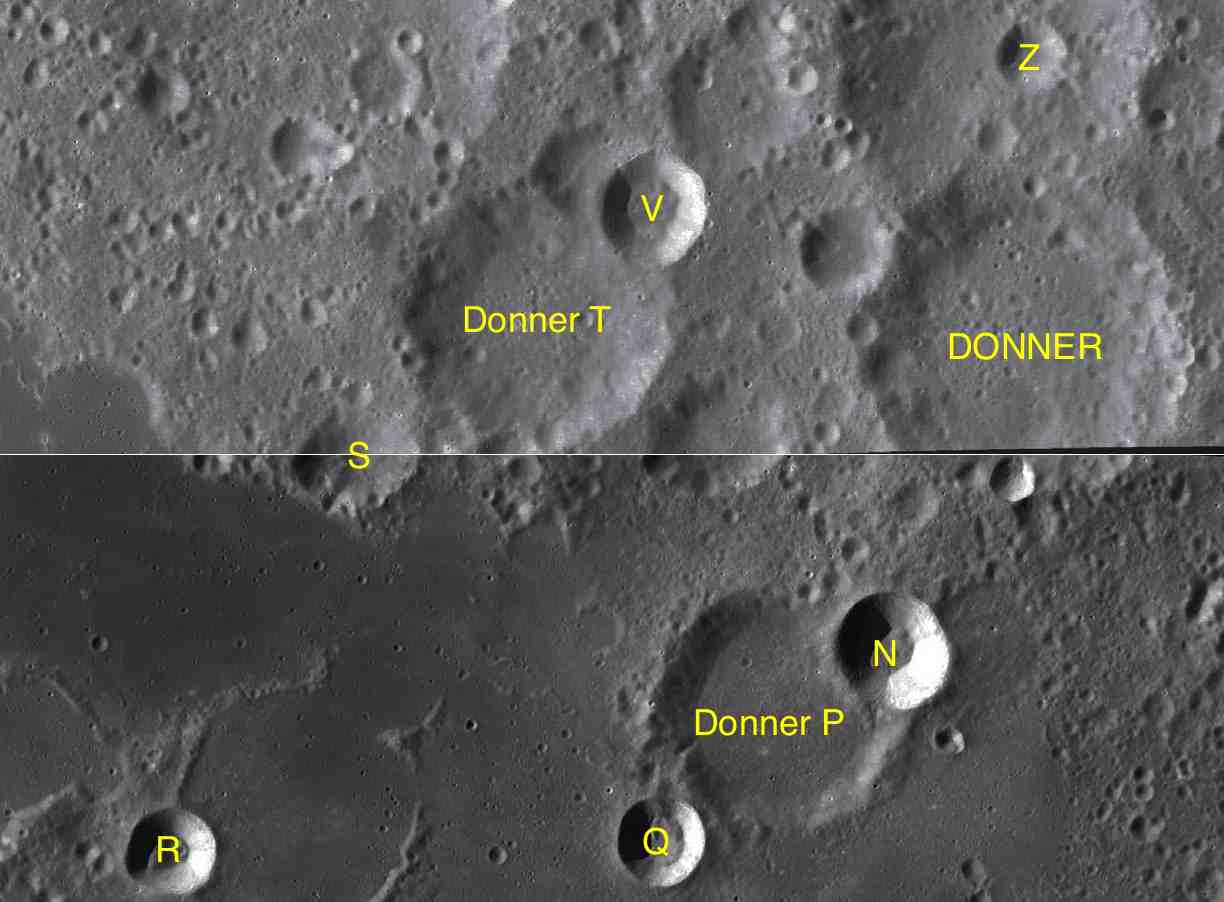
Фрагменты карт LAC-100, LAC-116.

| Доннер | Координаты                                            | Диаметр, км |
| ------ | ----------------------------------------------------- | ----------- |
| N      | 33°10′ ю. ш. 97°11′ в. д. / 33,17° ю. ш. 97,19° в. д. | 19,9        |
| P      | 33°31′ ю. ш. 96°23′ в. д. / 33,51° ю. ш. 96,39° в. д. | 40,7        |
| Q      | 34°17′ ю. ш. 95°38′ в. д. / 34,29° ю. ш. 95,63° в. д. | 15,6        |
| R      | 34°20′ ю. ш. 92°17′ в. д. / 34,34° ю. ш. 92,28° в. д. | 14,9        |
| S      | 32°01′ ю. ш. 93°33′ в. д. / 32,02° ю. ш. 93,55° в. д. | 23,94       |
| T      | 31°09′ ю. ш. 94°46′ в. д. / 31,15° ю. ш. 94,77° в. д. | 46,2        |
| V      | 30°34′ ю. ш. 95°35′ в. д. / 30,56° ю. ш. 95,59° в. д. | 18,8        |
| Z      | 29°46′ ю. ш. 98°05′ в. д. / 29,76° ю. ш. 98,09° в. д. | 11,4        |

## См.также
- Список кратеров на Луне
- Лунный кратер
- Морфологический каталог кратеров Луны
- Планетная номенклатура
- Селенография
- Минералогия Луны
- Геология Луны
- Поздняя тяжёлая бомбардировка